# Maclurodendron oligophlebium
Maclurodendron oligophlebium är en vinruteväxtart som först beskrevs av Elmer Drew Merrill, och fick sitt nu gällande namn av Thomas Gordon Hartley. Maclurodendron oligophlebium ingår i släktet Maclurodendron och familjen vinruteväxter. Inga underarter finns listade i Catalogue of Life.